# Bern (kanton)
Bern är en kanton i västra Schweiz. I Bern ligger Schweiz huvudstad, som har samma namn som kantonen.
Bern gränsar i söder till Valais, i väster till Neuchâtel, Fribourg och Vaud, i norr till Jura samt Solothurn, Aargau, Luzern, Obwalden och Uri i öst. Fram till 1979 var även den nuvarande kantonen Jura en del av Bern.

## Historia
Hertig Berthold V av Zähringen grundade staden Bern kring floden Aare år 1191. Den gjordes till fri riksstad av tysk-romerske kejsaren Fredrik II 1218. Genom segern i slaget vid Oberwangen 1298 mot det habsburgska Fribourg grundlade staden sin makt. 1323 slöt Bern ett förbund med de övriga schweiziska städerna, som det 1353 förnyade med ett fullständigt inträde i Schweiziska edförbundet. Redan under 1300-talet utvidgade staden sitt område och 1415 erövrade den i kriget mot Österrike större delen av Aargau. Under Burgundiska kriget blev Bern ledande inom Schweiziska edsförbundet och erövrade 1475 besittningar i Vaud, och som 1536 helt erövrades från Savoyen. 1528 övergick Bern genom Huldrych Zwingli till reformationen. Under loppet av 1600-talet utvecklade kantonen en aristokratisk författning. Bland de "regeringsmässiga" familjerna, de som före 1643 vunnit burskap i staden, och från 1651 kallades patricier, utsöndrades en allt mindre krets av verkligt regerande och folket förlorade alltmer inflytande över valen. Ståthållarämbetena, som 6 år i taget gavs bort åt medlemmar av Stora rådet, gav patricierna rika inkomster. Under franska revolutionen utbröt oroligheter, och innevånarna i Vaud störtade med franskt stöd 1798 aristokratin. Sedan Helvetiska republiken upprättats utskildes Vaud, Aargau och Oberland som självständiga kantoner från Bern.
1799-1803 var Bern säte för de schweiziska myndigheterna. 1803 förenades åter Oberland och Bern till en gemensam kanton, samtidigt som Vauds och Aargaus självständighet befästes. I stället erhöll Bern vid Wienkongressen 1815 större delen av furstebiskopsdömet Basel. Julirevolutionen gav även Bern impulsen till en demokratisk förändring, så den 1813 återställda patriciska författningen 1831 slutgiltigt försvann. Den nya 31 juli 1831 antagna författningen upphävde staden Berns företrädesrättigheter.

## Indelning

### Sedan 2010

#### Förvaltningsdistrikt
Sedan den 1 januari 2010 indelas kantonen i 10 förvaltningsdistrikt (ty. Verwaltungskreis, fr. Arrondissement administratif.)  
Varje förvaltningsdistrikt har ett ståthållarämbete (ty. Regierungsstatthalteramt, fr. Préfecture) vilket representerar kantonsregeringen. Ståthållarämbetena handhar förvaltnings- och civiljuridiska frågor som tillståndsgivning, arvsrätt och brandskydd.

#### Förvaltningsregioner
Det finns även en indelning i förvaltningsregioner (ty. Verwaltungsregion, fr. Region administrative) som exempelvis används av myndigheterna för indrivning och konkurser.
De fem förvaltningsregionerna är:
- Bern-Mittelland, som också är förvaltningsdistrikt
- Emmental-Oberaargau, med förvaltningsdistrikten 
  - Emmental
  - Oberaargau
- Jura bernois, som också är förvaltningsdistrikt
- Oberland, med förvaltningsdistrikten 
  - Frutigen-Niedersimmental
  - Interlaken-Oberhasli
  - Obersimmental-Saanen
  - Thun
- Seeland, med förvaltningsdistrikten
  - Biel
  - Seeland

### Före 2010
Fram till 1 januari 2010 var Bern indelat i 26 distrikt:
- Aarberg, huvudort: Aarberg
- Aarwangen, huvudort: Aarwangen
- Bern, huvudort: Bern
- Biel, huvudort: Biel
- Burgdorf, huvudort: Burgdorf
- Büren, huvudort: Büren an der Aare
- Courtelary, huvudort: Courtelary
- Erlach, huvudort: Erlach
- Fraubrunnen, huvudort: Fraubrunnen
- Frutigen, huvudort: Frutigen
- Interlaken, huvudort: Interlaken
- Konolfingen, huvudort: Schlosswil
- Laupen, huvudort: Laupen
- Moutier, huvudort: Moutier
- La Neuveville, huvudort: La Neuveville
- Nidau, huvudort: Nidau
- Niedersimmental, huvudort: Wimmis
- Oberhasli, huvudort: Meiringen
- Obersimmental, huvudort: Zweisimmen
- Saanen, huvudort: Saanen
- Schwarzenburg, huvudort: Schwarzenburg
- Seftigen, huvudort: Belp
- Signau, huvudort: Langnau im Emmental
- Thun, huvudort: Thun
- Trachselwald, huvudort: Trachselwald
- Wangen, huvudort: Wangen an der Aare

### Kommuner
Bern är även indelat i 338 kommuner (per 1 januari 2022), se Lista över kommuner i kantonen Bern.

## Näringar, kultur och språk
Näringsliv och landskapsbild varierar starkt. I det alpina Oberland är turismen viktig. Bern-Mitteland, Emmental och det flacka Seeland präglas av jordbruk och livsmedelsproduktion. I Juradalarna och staden Biel finns tillverkningsindustri. Runt städerna Bern och Thun arbetar många inom förvaltning och företag med statlig anknytning som Swisscom och Ruag.
De flesta invånare tillhör den reformerta kyrkan.
Största delen av befolkningen talar Schweizertyska och standardtyska. En minoritet talar (7.9% år 1990) franska. I Jura Bernois är språket franska och runt Bielsjön finns en del tvåspråkiga kommuner som Biel/Bienne och Evilard.

## Sevärdheter

### Världsarv
- Gamla stan i Bern
- Glaciärområdet Jungfrau-Aletsch-Bietschhorn

### James Bond
- Piz Gloria, Mürren - Blofelds alphus i filmen I hennes majestäts hemliga tjänst